# Heliotropium arbainense
Heliotropium arbainense är en strävbladig växtart som beskrevs av Johann Baptist Georg Wolfgang Fresenius. Heliotropium arbainense ingår i Heliotropsläktet som ingår i familjen strävbladiga växter. Inga underarter finns listade i Catalogue of Life.